# American Outlaws
American Outlaws er en amerikansk westernfilm fra 2001 instrueret af Les Mayfield, med Colin Farrell, Scott Caan, og Ali Larter i hovedrollerne.

## Handling
Colin Farrell spiller Jesse James, en ung soldat, der sammen med sin bror Frank (Gabriel Macht) fra den amerikanske borgerkrig, der nu ønsker at slå sig ned derhjemme i Liberty med deres kære mor. Alt, hvad Jesse ønsker, er at arbejde sig fri som bonde.
Da han kom hjem, er situationen ikke lige som han havde tænkt sig, det såkaldte "jernbaneselskab" ønsker at købe hele hans landsby og landbrug for at kunne rive alt ned og bygge en jernbane, kaldet Rock Northern Railroad, der skal gå gennem hele USA.
Men Jesse nægter tilbuddet, selv om leveringen er obligatorisk og gør oprør mod jernbanen med sin bror og fætrene Younger og skaber "James-Younger banden", der røver alle banker hvor jernbanen lægger deres penge. Pinkertondetektiverne, sættes på sagen om at arrestere "James-Younger banden", og det spiller et kat -og-mus spil mellem banden og Pinkerton.

## Medvirkende
- Colin Farrell – Jesse James
- Scott Caan – Cole Younger
- Ali Larter – Zee Mimms
- Gabriel Macht – Frank James
- Gregory Smith – Jim Younger
- Harris Yulin – Thaddeus Rains
- Will McCormack – Bob Younger
- Kathy Bates – Ma James
- Timothy Dalton – Allan Pinkerton
- Ronny Cox – Doc Mimms
- Terry O'Quinn – Rollin Parker
- Nathaniel Arcand – Comanche Tom
- Muse Watson – Burly Detective
- Ed Geldart – Old Man Tucker

## Priser
American Outlaws var i Taurus Awards nomineret i seks kategorier, herunder for bedste speciel effects og bedste vand stunt.